# Danh sách đĩa đơn quán quân Hot 100 năm 1958 (Mỹ)
Đây là danh sách các đĩa đơn quán quân Hot 100 của Hoa Kỳ trong năm 1958, được xuất bản trong tạp chí âm nhạc Billboard. Trước khi bảng liệt kê Hot 100 được phát hành chính thức vào tháng 8, bảng xếp hạng Billboard đưa ra các đánh giá khác nhau vào mỗi tuần. Trong năm 1958 có đến ba loại bảng xếp hạng như sau:
1. Bán chạy nhất (Bestseller) - Bảng xếp hạng các đĩa đơn bán chạy nhất tại các đại lý bán lẻ, dựa trên thông tin cung cấp bởi các cửa hàng được khảo sát trên toàn Hoa Kỳ.
2. Phát trên làn sóng phát thanh (được các DJ sử dụng nhiều nhất) - Bảng xếp hạng các bài hát được phát thanh trên hầu hết các đài phát thanh Hoa Kỳ, dựa trên thông tin cung cấp bởi các DJ và các đài phát thanh.
3. Top 100 - Bảng xếp hạng này kết hợp giữa hoạt động bán hàng phát thanh, và cũng chính là một phiên bản đầu tiên của bảng xếp hạng Hot 100.

## Bảng xếp hạng tính đến tháng 8
| Ngày | Bestseller                                           | Phát trên làn sóng phát thanh                       | Top 100                                   |
| 6.1  | At the Hop Danny and the Juniors                     | April Love Pat Boone                                | At the Hop Danny and the Juniors          |
| 13.1 | At the Hop Danny and the Juniors                     | April Love Pat Boone                                | At the Hop Danny and the Juniors          |
| 20.1 | At the Hop Danny and the Juniors                     | April Love Pat Boone                                | At the Hop Danny and the Juniors          |
| 27.1 | At the Hop Danny and the Juniors                     | At the Hop Danny and the Juniors                    | At the Hop Danny and the Juniors          |
| 3.2  | At the Hop Danny and the Juniors                     | At the Hop Danny and the Juniors                    | At the Hop Danny and the Juniors          |
| 10.2 | Don't/ I Beg of You Elvis Presley                    | At the Hop Danny and the Juniors                    | At the Hop Danny and the Juniors          |
| 17.2 | Don't/ I Beg of You Elvis Presley                    | Sugartime The McGuire Sisters                       | At the Hop Danny and the Juniors          |
| 24.2 | Don't/ I Beg of You Elvis Presley                    | Sugartime McGuire Sisters                           | Get a Job The Silhouettes                 |
| 3.3  | Don't/ I Beg of You Elvis Presley                    | Sugartime McGuire Sisters                           | Get a Job The Silhouettes                 |
| 10.3 | Don't/ I Beg of You Elvis Presley                    | Sugartime McGuire Sisters                           | Don't Elvis Presley                       |
| 17.3 | Tequila The Champs                                   | Don't Elvis Presley                                 | Tequila The Champs                        |
| 24.3 | Tequila The Champs                                   | Catch a Falling Star Perry Como                     | Tequila The Champs                        |
| 31.3 | Tequila The Champs                                   | Tequila The Champs                                  | Tequila The Champs                        |
| 7.4  | Tequila The Champs                                   | Tequila The Champs                                  | Tequila The Champs                        |
| 14.4 | Tequila The Champs                                   | He's Got the Whole World in His Hands Laurie London | Tequila The Champs                        |
| 21.4 | Twilight Time The Platters                           | He's Got the Whole World in His Hands Laurie London | Twilight Time The Platters                |
| 28.4 | Witch Doctor David Seville                           | He's Got the Whole World in His Hands Laurie London | Witch Doctor David Seville                |
| 5.5  | Witch Doctor David Seville                           | He's Got the Whole World in His Hands Laurie London | Witch Doctor David Seville                |
| 12.5 | All I Have to Do Is Dream/ Claudette Everly Brothers | Twilight Time The Platters                          | Witch Doctor David Seville                |
| 19.5 | All I Have To Do Is Dream/ Claudette Everly Brothers | All I Have To Do Is Dream Everly Brothers           | All I Have To Do Is Dream Everly Brothers |
| 26.5 | All I Have To Do Is Dream/ Claudette Everly Brothers | All I Have To Do Is Dream Everly Brothers           | All I Have To Do Is Dream Everly Brothers |
| 2.6  | All I Have To Do Is Dream/ Claudette Everly Brothers | All I Have To Do Is Dream Everly Brothers           | All I Have To Do Is Dream Everly Brothers |
| 9.6  | The Purple People Eater Sheb Wooley                  | All I Have To Do Is Dream Everly Brothers           | The Purple People Eater Sheb Wooley       |
| 16.6 | The Purple People Eater Sheb Wooley                  | All I Have To Do Is Dream Everly Brothers           | The Purple People Eater Sheb Wooley       |
| 23.6 | The Purple People Eater Sheb Wooley                  | The Purple People Eater Sheb Wooley                 | The Purple People Eater Sheb Wooley       |
| 30.6 | The Purple People Eater Sheb Wooley                  | The Purple People Eater Sheb Wooley                 | The Purple People Eater Sheb Wooley       |
| 7.7  | The Purple People Eater Sheb Wooley                  | The Purple People Eater Sheb Wooley                 | The Purple People Eater Sheb Wooley       |
| 14.7 | The Purple People Eater Sheb Wooley                  | The Purple People Eater Sheb Wooley                 | The Purple People Eater Sheb Wooley       |
| 21.7 | Hard Headed Woman/ Don't Ask Me Why Elvis Presley    | Hard Headed Woman Elvis Presley                     | Yakety Yak The Coasters                   |
| 28.8 | Hard Headed Woman/ Don't Ask Me Why Elvis Presley    | Patricia Perez Prado                                | Patricia Perez Prado                      |

## "Hot 100" tính từ tháng 8
Ngày 4 Tháng 8 năm 1958, ấn bản đầu tiên của bảng xếp hạng Billboard Hot 100 đã ra đời, là danh sách xếp hạng các đĩa đơn quán quân của Mỹ được sử dụng cho đến ngày nay. Từ ngày 10 tháng 11, Billboard Top 100 trở thành danh sách duy nhất xếp hạng các đĩa đơn.
- Ricky Nelson: Poor Little Fool
  - 2 Tuần (4.8.1958 - 11.8.1958)
- Domenico Modugno: Volare (Nel blu dipinto di blu)
  - 5 Tuần (18.8 và 1.9 đến 22.9)
- The Elegants: Little Star
  - 1 Tuần (25.8)
- Tommy Edwards: It's All in the Game
  - 6 Tuần (29.9 - 3.11)
- Conway Twitty: It's Only Make Believe
  - 2 Tuần (10.11 và 24.11)
- Kingston Trio: Tom Dooley
  - 1 Tuần (17.11)
- Teddy Bears: To Know Him Is To Love Him
  - 3 Tuần (1.12 - 15.12)
- David Seville & The Chipmunks: The Chipmunk Song (Christmas Don't Be Late)
  - 4 Tuần (22.12.1958 - 12.1.1959)